# Alárendelés (nyelvészet)
A grammatikában az alárendelés a mondattani viszonyok egyike. Az alárendelő viszony két különböző státuszú nyelvi egységet köt össze, melyek közül az egyik alaptag (fölérendelt tag), a másik pedig meghatározó tag (alárendelt tag, bővítmény). Mondattani viszonyként létezik még a mellérendelés és, egyes nyelvészek szerint, a hozzárendelés mint az alany és az állítmány közötti sajátos viszony.
Alárendelő viszony több, különböző kiterjedésű szinten létezik: szintagmában, amely lehet ige nélküli is, mondategységben, azaz egyszerű mondatban vagy összetett mondat tagmondatában (mondatrészek között), illetve összetett mondatban (tagmondatok között). Általában az alárendelt mondatok (mellékmondatok) fajtái alárendelt mondatrészek fajtáinak felelnek meg.
Általában a tárgyat, a határozót és a jelzőt veszik számításba alárendelt mondatrészekként, de egyes nyelvekben lehet szó másféle alárendelésről is. Például a román nyelv grammatikáiban szó van ún. állítmány-kiegészítőről: Ion a venit supărat ’Ion haragosan jött’, Ea se numește Puica ’Puicának hívják’.
Egyes nyelvészek alárendeltnek tekintik az értelmezőt is. Balogh 2000 szerint „az értelmezős szerkezet sajátos átmeneti szerkezetként fogható fel az alárendelő és a mellérendelő szintagmák között”. Mások úgy vélik, hogy az értelmezőnek nincs mondattani funkciója. Az alanyt is egyesek az állítmány alárendeltjének tekintik.
A szintagma szintjén vannak determinánsok is. Ezek mind alárendeltek, de közülük a névelőket nem elemzik mondattanilag, hanem csak az általuk meghatározott szavakat, velük együtt.

## Az alárendelt tag szükségességi foka
Az alárendelt tagok különböző mértékben szükségesek. Nélkülük nem lehet árnyaltan kommunikálni, de a mondat szemantikai elégségességét tekintve, azaz abból a követelményből kiindulva, hogy egy mondat értelmes legyen kontextus nélkül is, az alárendelt tagok szükségtelenek is lehetnek, például olyan tőmondatban, mely csak alanyból és állítmányból áll, és melyben az utóbbi jelentése megengedi, hogy ne legyen bővítménye, pl. Kitör a nevetés (Sütő András: Anyám könnyű álmot ígér).
Háromféle szükségességi foka lehet az alárendelt tagoknak. E fokok az alaptag lexikai jelentésétől függnek.
A mondatrész kötelező, ha nélküle nem lehet szó helyes szintagmáról vagy mondatról.
- tárgy:

- (magyarul) készít valamit;
- (franciául) Maman prépare un gâteau ’Mama tortát süt’ (szó szerint ’… készít’);
- (románul) Atunci el spuse o prostie, ’Akkor mondott egy butaságot’, Atunci spuse că pleacă ’Akkor azt mondta, hogy elmegy’;
- (montenegróiul) Komšija je prodao kuću ’A szomszéd eladta a házat’;

- határozó:

- (magyarul) jártas a biológiában;
- (franciául) J’habite rue Danton ’A Danton utcában lakom’;
- (románul) Locuiește aici ’Itt lakik’;
- (montenegróiul) Komšija je stanovao na kraju ulice ’A szomszéd az utca végén lakott’;

- jelző: (montenegróiul) Radimo u nemogućim okolnostima ’Lehetetlen körülmények között dolgozunk’;[19]
- állítmány-kiegészítő: (románul) Ea se numește Puica ’Puicának hívják’.[7]

A mondatrész reprezentálható, ha bizonyos körülmények között elhagyható, de mindig beleértjük a szintagmába vagy mondatba:
- tárgy:

- (magyarul) meggyógyít (valakit);
- (franciául) On connaît (ça) ’Ismerjük (ezt)’;
- (románul) Am terminat (de scris) ’Bafejeztem (az írást);

- határozó:

- (magyarul) hozzáfog (valamihez);
- (románul) N-am fost (la mare) ’Nem voltam (a tengerparton)’.

Fakultatív a mondatrész, ha beleérteni sem kell ahhoz, hogy a szintagma vagy a mondat helyes legyen:
- tárgy:

- (magyarul) A kislány (leckét) ír;
- (franciául) Pierre mange (une pomme) ’Pierre (almát) eszik’;
- (románul) Citesc (un articol) ’(Cikket) olvasok’;
- (montenegróiul) Pišemo (pisma) ’(Leveleket) írunk’;

- határozó:

- (magyarul) (jóízűen) alszik, (a fűben) fekszik;
- (franciául) J’ai déjeuné (d’une tranche de jambon) ’(Egy szelet sonkát) reggeliztem’;
- (románul) Scriu (părinților) ’(A szüleimnek) írok’;
- (montenegróiul) Kupali su se (cijelo ljeto) ’(Egész nyáron) fürödtek’;

- jelző:

- (magyarul) (Sült) kenyeret vettem;
- (franciául) La voiture (électrique) ne pollue pas l’air ’Az (elektromos) autó nem szennyezi a levegőt’;
- (románul) Și-a pus pantofii (pe care îi cumpărase cu o zi înainte) ’Felvette (az előző napon vásárolt) cipőjét’;
- (montenegróiul) Kupio je kuću (našega komšije) ’A szomszéd házát vette meg’;

- állítmány-kiegészítő: (románul) A plecat (râzând) ’Nevetve ment el’.[7]

## Az alárendelés megnyilvánulási szintjei
Alárendelésről elsősorban a szószerkezet (szintagma) szintjén van szó. Ez lehet kéttagú, és benne az egyik tag alárendeltje a másiknak, de lehet szószerkezetcsoport is, melyben az egyik tag abszolút alaptag, és egyik-másik alárendelt tag is lehet relatív alaptag egy neki alárendelt taghoz viszonyítva. Példák:
- (magyarul) világos szobában dolgozó gyerek – Az abszolút alaptag gyerek, dolgozó ennek jelzője, együtt jelzős szintagmát alkotva, szobában a dolgozó helyhatározója, amellyel határozós szintagmát képez, világos pedig a szobában jelzője, a kettő jelzős szintagmát hozva létre.[5]
- (franciául) mon jeune ami ’fiatal barátom’ – Az ami ’barát’ alaptagnak két egymástól független jelzője van, az ’-om’-nak megfelelő mon birtokos determináns és a jeune ’fiatal’ jelző.[30]
- (angolul) all the very big cars ’az összes nagyon nagy autó’ – Very ’nagyon’ big alárendeltje, az all the very big ’az összes nagyon nagy’ csoport pedig a cars ’autók’-é.[3]

Mivel az összetett szavak eredetileg szószerkezetek vagy mondatok, vannak alárendelő összetételek is:
- tárgyas összetételek:

- (magyarul) egyetért, favágó, fejcsóválva;
- (franciául) portefeuille ’pénztárca, portofólium’ (szó szerint ’lapot visel’);
- (románul) fluieră-vânt ’széltoló’ (szó szerint ’szelet fütyül’);
- (szerbül) dangubiti ’a napot lopni’ (szó szerint ’napot veszíteni’);

- határozós összetételek:

- (magyarul) gyorsúszó, kézenfogva, körmönfont;
- (franciául) meurt-de-faim ’éhenkórász’ (szó szerint ’éhen hal’);
- (románul) vino-ncoace ’(nemi) vonzerő’ (szó szerint ’gyere ide’);
- (szerbül) zloupotrebiti ’visszaélni (vmivel)’ (szó szerint ’rosszul használni’);

- jelzős összetételek:

- (magyarul) ásványvíz, jobblábas, nagyétkű;
- (franciául) coffre-fort ’páncélszerkrény’ (szó szerint ’erős láda’);
- (románul) rea-voință ’rosszindulat’ (szó szerint ’rossz akarat’);
- (szerbül) malograđanin ’kisvárosi ember, kispolgár’.

A mondategységben fő mondatrészek az állítmány és az alany, a többi mondatrész pedig szavakként vagy szószerkezetekként áll alárendelési viszonyban a fő mondatrészekkel, és esetleg alárendelési vagy mellérendelési viszonyban egymással. Az alárendeléses összetett mondat analóg módon épül fel a főmondat körül.
Általában egy mondatrész csak egyetlen másik mondatrész alárendeltje. Kivétel a románban az állítmány-kiegészítő, mely egyrészt az állítmánynak van alárendelve, másrészt egy másik, az állítmánnyal viszonyban álló mondatrésznek. Olyan jellegzetességet, vagy az állítmányéval általában egyidejű cselekvést fejez ki, amely a másik mondatrészre utal, például az alanyra (Ion a venit supărat ’Ion haragosan jött’), a tárgyra (L-am auzit râzând ’Nevetni hallottam’) stb. A kettős alárendeltség világosabban látszik a melléknévvel kifejezett állítmány-kiegészítő esetében, ugyanis ez nemben és számban egyezik azzal a névszói mondatrésszel, amelyikre utal.

## Az alárendelés kifejezése
Az alárendelés kifejezhető alaktani, mondattani és prozódiai eszközökkel. Olykor társul két vagy több eszköz, melyek tartozhatnak két ilyen kategóriához vagy mindháromhoz.

### Alaktani eszköz
Alaktanilag az alárendelés esetragokkal valósul meg, legalábbis a flektáló és az agglutináló nyelvekben. A névszóragozásról van szó, amely a flektáló nyelvekben különböző mértékben van meg, magas fejlődési foktól például a latin nyelvben, a majdnem teljes hiányáig például a franciában. Példának okáért a tárgyat a latinban a tárgyesettel fejezik ki. Csaknem minden főnévről lévén szó, egyes számban ennek -Vm ragja van (V mint vocalis ’magánhangzó’). A magyarban ugyanazt a mondatrészt az összes főnévhez és főnevesített szóhoz, valamint csaknem az összes névmáshoz hozzáadott -t rag fejezi ki.

### Mondattani eszközök
A mondattani eszközök egyike a közvetlen egymás-melléhelyezés. A melléknévi jelző esetében ez általános a fentebb említett nyelvek mindegyikében. A franciában például, a tárgy is így kerül az állítmány mellé: J’aime ma sœur ’Szeretem a nővéremet’.
Egy másik mondattani eszköz viszonyszó segítségével való összekapcsolás. Mondatrészek között ez egyes nyelvekben névutóval történik, más nyelvekben elöljárószóval. Egy olyan nyelvben, mint például a francia, csak elöljáró tölti be ezt a szerepet, egyebekben olykor csak elöljáró, illetve névutó, máskor ilyen viszonyszó olyan toldalékkal együtt, melyet a viszonyszó kíván meg. Példák:
- (magyarul) Három nap múlva jövök haza (csak névutó),[39] Imrén kívül senki sem volt pontos (névutó és toldalék);[40]
- (franciául) Je compte sur vous ’Számítok rátok/magára/önre’ (csak elöljáró);[41]
- (horvátul) Golub je sletio na krov ’A galamb a tetőre szállt’ (csak elöljáró), Golub je na krovu ’A galamb a tetőn van’ (elöljáró és toldalék).[42]
- (románul) Îmi amintesc de tinerețe ’Emlékezem a fiatalkoromra’ (csak elöljáró),[43] A reușit datorită voinței ’Akaratának köszönhetően sikerült neki’ (elöljáró és toldalék).[44]

Mondatok között is van alárendelés közvetlen egymás-melléhelyezéssel, fakultatív jelleggel, a tárgyi mellékmondat esetében, például a magyarban [Úgy hallottam, (hogy) már lehet a piacon kapni cseresznyét], vagy az angolban: She said (that) she would come today ’Azt mondta, (hogy) ma eljön’. Gyakoribb azonban a viszonyszós alárendelés. A viszonyszó lehet alárendelő kötőszó, vonatkozó névmás vagy vonatkozó határozószó. Egyes nyelvek grammatikáiban kötőszó értékű szókapcsolatokat is számba vesznek. Példák:
- (magyarul) Olyat hozz, mint a múltkor (kötőszó);[45]
- (románul) Dansează ca și cum ar pluti ’Úgy táncol, mintha lebegne’ (kötőszó értékű szókapcsolat);[47]
- (franciául) Je choisirai dans ce livre un chapitre qui me paraît important ’Ki fogok választani ebből a könyvből egy olyan fejezetet, amely fontosnak tűnik nekem’ (vonatkozó névmás);[48]
- (szerbül) Bilo je to one večeri kad smo ispraćali baku na voz ’Ez azon az estén volt, amikor kikísértük a nagymamát a vonathoz’ (vonatkozó határozószó).[49]

Mondattani eszköz a szórend is. Ennek fontosabb a szerepe a szónévragozás nélküli nyelvekben, vagy amelyekben ez nagyon visszafejlődött, ellentétben a gazdag névszóragozású nyelvekkel. Például a latinban a Lupus est agnum ’A farkas megeszi a bárányt’ és az Agnum est lupus ’A bárányt megeszi a farkas’ mondatoknak azonos a grammatikai jelentése, mivel a tárgyat világosan kifejezi az esetrag, de a franciában csak a Le loup mange l’agneau ’A farkas megeszi a bárányt’ felel meg a latin mondatnak, a L’agneau mange le loup már nem, mivel a tárgynak nem lévén ragja, ez a mondat azt jelenti, hogy ’A bárány megeszi a farkast’.

### Prozódiai eszközök
Prozódiai elemek is, mint a hanglejtés, a hangsúlyozás és a beszédszünet, kifejezhetik az alárendelést. A hanglejtésnek jelentésmegkülönböztető funkciója lehet összetett mondatok esetében azzal, hogy okoz vagy nem okoz törést a főmondat és a mellékmondat között. Írásban a törést vessző jelzi (franciául):
Il n’est pas parti parce qu’il avait peur (törés nélkül) ’Nem azért nem ment el, mert félt volna’ vs.
Il n’est pas parti, parce qu’il avait peur (töréssel) ’Azért nem ment el, mert félt’.
A szintagma szintjén is van mondattani szerepe a hanglejtésnek a hangsúllyal együtt. Megjelöli például, hogy melyik főnévhez kötődik egy jelző, ugyancsak okozva vagy nem okozva törést:
OaKhatalmasABudapestenAtalálhatóAkönyvtárak (A hatalmas jelző a Budapest főnévé.) vs.
OaKhatalmas, KBudapestenAtalálhatóAkönyvtárak (A hatalmas jelző a könyvtárak főnévé.)
Másféle szintagmában a hangsúly és a hanglejtés megkülönbözteti az alanyt és a raggal nem jelölt birtokos jelzőt:
AMNépszabadság AkulturálisAmellékletében közli, hogy… (A Népszabadság alany, és utána szünet van.) vs.
AANépszabadságAkulturálisAmellékletében olvashatjuk, hogy… (A Népszabadság birtokos jelző, és utána nincs szünet.)